# Società Sportiva Vis Pesaro 1968-1969
Questa voce raccoglie le informazioni riguardanti la Società Sportiva Vis Pesaro nelle competizioni ufficiali della stagione 1968-1969.

## Rosa
| N. |                   | Ruolo | Calciatore          |
| -- | ----------------- | ----- | ------------------- |
|    | Italia (bandiera) | C     | Maurizio Arnetoli   |
|    | Italia (bandiera) | A     | Bruno Balsimelli    |
|    | Italia (bandiera) | D     | Giorgio Baruffo     |
|    | Italia (bandiera) | C     | Corrado Becchetti   |
|    | Italia (bandiera) | D     | Massimo Bei         |
|    | Italia (bandiera) | P     | Gastone Benelli     |
|    | Italia (bandiera) | C     | Bruno Boschi        |
|    | Italia (bandiera) | C     | Bruno Cantone       |
|    | Italia (bandiera) | A     | Giovanni Compagno   |
|    | Italia (bandiera) | C     | Piergiulio Consoli  |
|    | Italia (bandiera) | C     | Italo Castellani    |
|    | Italia (bandiera) | C     | Vincenzo Dionisi    |
|    | Italia (bandiera) | A     | Cataldo Di Virgilio |
|    | Italia (bandiera) |       | Inciocchi           |
|    | Italia (bandiera) |       | Leonardi            |

| N. |                   | Ruolo | Calciatore          |
| -- | ----------------- | ----- | ------------------- |
|    | Italia (bandiera) | A     | Bruno Loviselli     |
|    | Italia (bandiera) | C     | Sergio Martincig    |
|    | Italia (bandiera) | D     | Benito Menegozzo    |
|    | Italia (bandiera) | C     | Francesco Milone    |
|    | Italia (bandiera) | A     | Riccardo Morganelli |
|    | Italia (bandiera) | C     | Vincenzo Morganelli |
|    | Italia (bandiera) | A     | Enrico Pellegrini   |
|    | Italia (bandiera) | C     | Aldo Piccoli        |
|    | Italia (bandiera) | D     | Rino Pierini        |
|    | Italia (bandiera) | D     | Arrigo Rossi        |
|    | Italia (bandiera) | A     | Stefano Teodorini   |
|    | Italia (bandiera) | C     | Sebastiano Ugolini  |
|    | Italia (bandiera) |       | Urbinati            |
|    | Italia (bandiera) |       | Vaierani            |
|    | Italia (bandiera) | P     | Giordano Venturelli |